# Eumannia oranaria
Eumannia oranaria là một loài bướm đêm trong họ Geometridae.